# Хелиоцентрични систем
Хелиоцентрични систем или Коперников систем је астрономски систем, у чијем се средишту налази Сунце док се Земља и остале планете Сунчевог система окрећу око њега. Представља супротност геоцентричном систему, у коме је Земља у средишту свемира. The notion that the Earth revolves around the Sun had been proposed as early as the third century BC by Aristarchus of Samos, who had been influenced by a concept presented by Philolaus of Croton (c. 470 – 385 BC). In medieval Europe, however, Aristarchus' heliocentrism attracted little attention—possibly because of the loss of scientific works of the Hellenistic period.
Овакав систем се први пут среће старој Грчкој. Њен најпознатији заступник био је Аристарх са Самоса (310.-230. п. н. е.). Пре Аристарха са Самоса, први трагови хелиоцентричког система могу се наћи још у Орфичким химнама и учењима Анаксимандра и Питагорејаца. Касније, Аристарх са Самоса, засновао је хелиоцентричну теорију, која нажалост није била
општеприхваћена захваљујући мишљењу великиг астронома Клаудија Птолемеја (2. век).
Током 4. века, цар Јулијан Отпадник подржавао је идеју хелиоцентричном систему света.
Током средњег века у римокатоличкој цркви преовладало је учење о геоцентричном систему, све до Николе Коперника који је у 16. веку, поново промовисао хелиоцентрични систем. Написао је дело „О кретању небеских сфера“ у 6 књига, објављено у Нирнбергу 1543. године.
Према Копернику средиште целог света је непомично Сунце, а око њега се у униформним кружница ма (данас се зна, да су елипсе) крећу Земља и остале планете Сунчевог система. Земља се окреће око своје осе и кружи око Сунца.
Његово дело је узроковало узбуну у црквеним круговима, па је папа 1616. ово Коперниково дело забранио и било је забрањено све до 1822. године. Остале хришћанске цркве (нпр. калвинизам) су такође биле против хелиоцентричног система, као и немали део научника онога доба: Францис Бекон, Тихо Брахе) и др. га нису прихватали због корелације с мерењима која у то доба нису била боља од геоцентричног или Птоломејева система.
1610. године, Галилео Галилеј објавио је своја запажања о Јупитеровим месецима, као аргумент у корист Коперниковог хелиоцентричног система. 1612. је почео да расте отпор против идеје о хелиоцентричном систему, и 1614. је отац Томасо Цазини (1574—1648) прогласио Галилеове идеје опасним, и јеретичким. 1616. Галилеј се упутио у Рим, са намером да одбрани своје идеје, али му је кардинал Роберто Белармино лично уручио забрану изношења и заступања идеја о хелиоцентричном систему. Галилеј се након тога одрекао свих тврдњи о хелиоцентричном систему. Постоји легенда да се пред крај живота предомислио и промрмљао „Ипак се окреће“ али за то не постоји доказ.
Тек 31. октобра 1992. године, 359 година након процеса против Галилеја, папа Јован Павле II затражио је опрост и укинуо пресуду инквизиције против Галилеја.